# 岡州
岡州，中国隋朝时设置的州。辖境相当今广东省江门市新会区、蓬江区、江海区、台山市、开平市、鹤山市等地。
隋文帝开皇十一年（591年）改允州置岡州，治所在新会县（今广东江门市新会区北），以地有金冈为名。大业初废。唐高祖武德四年（621年）复置，唐太宗贞观十三年（639年）废，同年又设，移治今新会城区。下辖新会县、义宁县（今广东省开平市龙胜镇）、封平县（今广东省开平市水口镇）、封乐县（今广东省鹤山市鹤城镇）。唐玄宗开元二十三年（735年）废。天宝元年（742年），复置义宁郡，唐肃宗乾元元年（758年）复为冈州，唐德宗贞元二十一年（805年）废。
冈州刺史
- 冯士翙（623年）